# Dipaenae moesta
Dipaenae moesta là một loài bướm đêm thuộc phân họ Arctiinae, họ Erebidae.